# Grotte de la Pointe de Vallières
La grotte de la Pointe de Vallières est une grotte karstique de la corniche littorale située sur la pointe de Vallières, dans la commune de Saint-Georges-de-Didonne, département de la Charente-Maritime.

## Spéléométrie
L'ensemble des conduits dégagés par la mer atteint un développement de 145 m.

## Géologie
La cavité s'ouvre dans les calcaires crétacés du Maastrichtien.

## Spéléogenèse
La mer a érodé le littoral et découvre aujourd'hui une formation calcaire laissant apparaître des pointes rocheuses dégagées de leur gangue d'argile (karstification sous couverture). Ces chicots anthropomorphes alimentent l'imagination fertile des touristes qui veulent y reconnaître le « visage de l'indien ». Les couches calcaires soulignées par des joints de strates subhorizontaux recèlent des conduits karstiques complètement vidés de leur remplissage. Ces conduits sont particulièrement denses dans la zone de la grotte de la Pointe de Vallières qui a fait l'objet d'un relevé topographique complet le 18 avril 1999 par Claude Chabert et Jean-Yves Bigot. Le rôle érosif de la mer a favorisé la mise à nu de la cavité qui n'offre à voir que des parois rocheuses. Toutefois, on peut observer dans le plafond de galeries des chenaux de voûte dont la formation atteste la présence d'anciens remplissages aujourd'hui érodés.